# Cosme (prepósito do cubículo sagrado)
Cosme (em latim: Cosmas) foi um oficial bizantino do século V ativo durante o segundo reinado do imperador Zenão (r. 475–491). É dito que foi eunuco. Em 487, serviu como espatário e cubiculário e foi estilizado como "eunuco do imperador". Neste ano, foi enviado como Teodoro para Alexandria para restaurar a ordem após a eclosão de distúrbios religiosos na cidade envolvendo o patriarca Pedro III (r. 477–490). Cosme também recebeu a missão de levar para Constantinopla os monges da Palestina Pedro, o Ibério, Isaías e Teodoro. Em 488/91, serviu como prepósito do cubículo sagrado. Sua nomeação é confirmada numa lei não datada de Zenão, promulgada após o retorno de Cosme do Egito.